# Mogens Hornslet
Mogens Hornslet (født 9. marts 1933, død 20. juni 2020) var en dansk jurist, statsadvokat og højesteretsdommer.
Hornslet, der var søn af tidligere drabschef ved Københavns Politi, Knud Hornslet, blev cand.jur. fra Københavns Universitet i 1955. Han fik som nyuddannet job i Justitsministeriet, hvor han blev kontorchef i 1968. I 1973 blev han udnævnt til statsadvokat. I 1978 blev han dommer ved Østre Landsret og fra 1984 til 2003 var han dommer ved Højesteret. Han gik på pension i 2003, men medvirkede siden ved voldgiftssager fra Voldgiftsnævnet for Bygge- og Anlægsvirksomhed, ligesom han indtil 2006 var næstformand i Afskedigelsesnævnet, som baserer sig på DA og LO's hovedaftale. Tidligere har han været formand for Arbejdsretten.
Mogens Hornslet var leder af Undersøgelsesretten vedrørende Tamilsagen, der var aktiv fra 1990 til 1992. Hornslets rapport førte til, at statsminister Poul Schlüter (K) trådte tilbage. I 1998 var han retsformand i den såkaldte grundlovssag. Dommen i sagen fastslog, at den danske regering ikke overtrådte Grundloven, da den underskrev Maastrichttraktaten.